# Yuya Tsukegi
Yuya Tsukegi (japanisch 附木 雄也 Tsukegi, Yuya; * 17. Dezember 1994 in der Präfektur Chiba) ist ein japanischer Fußballspieler.

## Karriere
Yuya Tsukegi erlernte das Fußballspielen in der Schulmannschaft der Yachiyo High School sowie in der Universitätsmannschaft der Kokushikan-Universität. Seinen ersten Vertrag unterschrieb er am 1. Februar 2017 beim Tokyo United FC. Der Verein spielte in der fünften Liga, der Kanto Soccer League (Div.1). Hier absolvierte er 13 Ligaspiele. Die Saison 2019 stand er beim Iwaki FC unter Vertrag. Der Verein aus Iwaki spielte in der Tohoku Soccer League (Div.1). 2020 wechselte er in die vierte Liga. Hier schloss er sich dem FC Osaka an. Für den Verein, der in der Präfektur Osaka beheimatet ist, stand er 41-mal in der vierten Liga auf dem Spielfeld. Der Azul Claro Numazu, ein Drittligist aus Numazu nahm ihn im Januar 2022 unter Vertrag. Sein Drittligadebüt gab Yuya Tsukegi am 12. März 2022 (1. Spieltag) im Auswärtsspiel gegen den SC Sagamihara. Hier stand er in der Startelf und spielte die kompletten 90 Minuten. Der SC Sagamihara gewann das Spiel durch ein Tor von Yūan Matsuhashi mit 1:0.